# 鍾雲山
鍾雲山（1919年10月7日—2012年5月18日），曾用藝名鍾雲生，香港男性粵曲演唱家。鍾雲山唱腔以精緻見稱，而粵語可稱精緻為「骨子」，故其唱腔被譽為「骨子腔」，他遂有「骨子腔歌王」、「骨子歌王」的封號。

## 生平
1919年10月7日，鍾雲山出生於英屬香港，祖上數代均從事建築行業。鍾氏小學就讀於灣仔兼善學校，他自小已愛好粵樂及研究歌唱，後曾師從粵樂名家丘鶴儔，於清平藝術養成所習粵樂及粵曲曲藝，師兄包括梁以忠（名伶梁素琴父親）。1930年代，鍾雲山原於自家公司以繪畫圖則為業，業餘時間則組織曲藝社「嚶嚶音樂社」。據鍾雲山好友、香港電台播音員鍾偉明憶述，鍾雲山在曲藝社最初主要負責演奏二胡，偶爾登台獻唱。除了演唱粵曲和參與拍和，鍾雲山亦懂作曲:334。除鍾雲山本人外，嚶嚶音樂社旗下還有梁素琴、張素、黎永福等粵曲伶人演出，其中鍾氏歌喉以甜脆、精緻見稱，而粵語可稱精緻為「骨子」，鍾氏唱腔遂被譽為「骨子腔」。除了唱腔以「骨子」著稱，鍾氏十分注重儀容，演唱時總穿著西裝示人，梳理整齊。其後，鍾氏專注於演唱粵曲，殷商阮有進曾組織「藝林音樂社」，羅致鍾氏以及歌壇女伶梁無色與其胞妹梁無相加入演唱，並邀得樂師王粵生、林兆鎏、李超然、鍾僑生參與拍和。嚶嚶及藝林均曾於香港十大播音團體中榜上有名，一度與當時四大播音社團：「銀星」、「銀月」、「宇宙」及「金牌」分庭抗禮。
香港日佔時期期間，香港粵曲歌壇發展蓬勃，鍾雲山曾用藝名鍾雲生演出，並旋即成為各大歌壇茶座的台柱。他曾發掘擅唱子喉的女伶冼劍麗演唱。其後，廣州西關「中華大歌座」主理人何鴻略曾重金禮聘鍾氏加入，與名伶李慧搭檔演唱，鍾氏「骨子腔歌王」、「骨子歌王」之封號自此紅遍粵港。1950年，香港東方體育會邀請鍾氏出任該會音樂部主任，曾栽培粵曲女伶如關婉芬、李寶瑩等。1955年，鍾氏灌錄其首張改編自粵劇全本的長篇粵曲唱片《梁山伯與祝英台》，與李慧合唱，由金星唱片發行。翌年，則由南聲唱片發行另一張長篇粵曲唱片《一江春水向東流》，由鍾氏及冼劍麗合唱。其中，《一江春水向東流》乃改編自1947年於上海出品的中華民國大陸時期電影《一江春水向東流》。兩張唱片於粵港各地銷量合共逾20萬，打破當時紀錄。粵劇劇作家唐滌生亦曾稱許鍾氏、男伶梅欣及女伶崔妙芝在粵曲唱片界的前途無可限量。:364-365:123
自1950年代中至1970年代末，鍾雲山曾灌錄超過100張唱片，其中46張為長篇粵曲唱片，數量冠絕同期香港粵曲演唱家。除梁素琴、冼劍麗、李慧和李寶瑩外，曾與鍾氏合作灌錄粵曲唱片的名伶還包括張月兒、紅線女、鄭幗寶、吳君麗、譚倩紅、崔妙芝、鍾麗蓉、陳鳳仙、嚴淑芳等。鍾氏粵曲代表作包括獨唱曲《一段情》、《吟盡楚江秋》、《情天血淚》、《蓮仙秋思》、《玉梨魂》等，其中《一段情》為其自撰自唱的首本名曲，在他晚年參與友情慈善演出時仍經常演唱。1950至1960年代，鍾氏常與崔妙芝、冼劍麗、張月兒等赴廣州、新加坡、馬來西亞及越南等地演唱，鍾氏並曾在準備演出時指導陳寶珠、蘇少棠等粵劇名伶的唱功。1970年代，鍾氏更遠赴美國、加拿大、澳洲等地巡迴表演。1982年，鍾氏曾在港創辦「精英劇藝社」。 1984年，當時尚經常在海外演出的鍾氏曾回港探親，並曾接受香港電台第五台廣播節目《戲曲天地》主持陳永康、陳婉紅專訪，暢談其入行經過、演唱特色、與眾名伶合作情形，並分享生活近況。該專訪以節目中「紅伶訴心聲」環節的「鍾雲山特輯」名義播出，共分六集，由1984年5月12日起逢星期六播出。
1986年，鍾雲山旅居美國紐約，其妻徐麗生則留港照料家庭。1995年3月20日，鍾氏假香港文化中心音樂廳舉行「告別藝壇演唱會」，與伶人伍秀芳、劉善初等搭檔演唱，鍾氏徒弟黃韻材、胡雪儀等亦有演出。演唱會後鍾氏退隱歌壇，只間中參與演唱，包括於1998年5月23日假加拿大溫哥華女王小戲院舉辦的「第三屆雲嫦粵曲演唱會」，與鍾麗蓉及陳鵬飛（香港男歌手陳百強父親）領銜獻唱。1999年，鍾雲山曾與阮兆輝、王超群、新劍郎等粵劇名伶以「香港仙樂曲藝社」藝術顧問身份，赴廣州黃埔演唱粵曲:216。2007年，鍾雲山回港並與妻子同住。2009年，鍾氏因肺活量不足而入住護老院，妻子堅持隔天前往探望。2012年5月18日，鍾雲山於香港黃竹坑葛量洪醫院逝世，享年92歲。其家人於同年6月16日假紅磡世界殯儀館為其以道教儀式設靈，翌日出殯，靈柩奉移葵涌火葬場火化，其後安葬於柴灣歌連臣角香港佛教墳場。

## 事件
1977年10月1日下午九時，鍾雲山及另外七人於灣仔菲林明道20號九如海鮮酒家外，被一名年約22歲的男子淋潑鏹水受傷，鍾氏其後送院治理，並指沒有與人結怨，對事件感奇怪。

## 家庭
鍾雲山元配夫人為白楊（原名馮佩冑），乃粵劇名伶馮鏡華之長女，也是香港男演員馮淬帆之長姊。:71 鍾氏其後與白楊離異，第二任妻子為徐麗生。鍾徐二人於1957年在香港註冊結婚。1978年，徐麗生曾一度報稱指鍾雲山不知所蹤，並懷疑其到了美國。
鍾雲山及徐麗生二人婚後育有一女一子。長女鍾慧廉婚後移民加拿大多倫多，育有一女。兒子鍾榮耀，比胞姊年幼十歲。另外，鍾雲山為香港粵劇樂師高潤鴻的誼父。